# Käärijä
Jere Pöyhönen (Helsinki, 21 oktober 1993), beter bekend als Käärijä, is een Finse zanger.

## Biografie
Pöyhönen groeide op in de wijk Ruskeasanta in Vantaa, nabij de Finse hoofdstad Helsinki. In 2014 begon hij met het producen van zijn eigen muziek. Zijn artiestennaam komt van een grap met zijn vrienden over gokken (kääriminen), een terugkerend thema in zijn muziek.
Pöyhönen bracht zijn muziek in eigen beheer uit tot 2017, toen hij tekende bij het platenlabel Monsp Records. In 2020 kwam zijn debuutalbum Fantastista uit.
Begin 2023 nam hij deel aan Uuden Musiikin Kilpailu, de Finse preselectie voor het Eurovisiesongfestival. Met het nummer Cha cha cha won hij de voorronde, waardoor hij Finland mocht vertegenwoordigen op het Eurovisiesongfestival 2023, dat gehouden werd in het Britse Liverpool. Hij kwam de voorrondes door, en werd uiteindelijk tweede in de finale. Dit was het beste resultaat voor Finland sinds Lordi won in 2006. Daarnaast had zijn lied de tweede beste score ooit bij de televote, namelijk 376 punten (samen met Salvador Sobral). Hij moest hierin enkel Kalush uit 2022 voorlaten. Na het eurovisiesongfestival kwam hij de hitlijsten binnen in onder andere Duitsland, Nederland, Zweden, België, Noorwegen en Finland zelf. Op 11 mei 2024 zou Käärijä de punten voor Finland geven, maar hij trok zich terug omdat hij goed bevriend was met de gediskwalificeerde Joost Klein. Hij werd vervangen door Toni Laaksonen.

## Discografie

### Singles
| Single met eventuele hitnotering(en) in de Nederlandse Top 40 | Datum van verschijnen | Datum van binnenkomst | Hoogste positie | Aantal weken | Opmerkingen                                                                      |
| ------------------------------------------------------------- | --------------------- | --------------------- | --------------- | ------------ | -------------------------------------------------------------------------------- |
| Cha Cha Cha                                                   | 17-01-2023            | 20-05-2023            | tip12           | -            | Nr. 13 in de Single Top 100, Finse inzending voor het Eurovisiesongfestival 2023 |
| TRAFIK!                                                       | 2024                  | 12-07-2024            | tip17           | -            | met Joost Klein                                                                  |

| Single met hitnotering(en) in de Vlaamse Ultratop 50 | Datum van verschijnen | Datum van binnenkomst | Hoogste positie | Aantal weken | Opmerkingen |
| ---------------------------------------------------- | --------------------- | --------------------- | --------------- | ------------ | ----------- |
| Cha Cha Cha                                          | 2023                  | 21-05-2023            | 9               | 2*           |             |

1961: Laila Kinnunen · 
1962: Marion Rung · 
1963: Laila Halme · 
1964: Lasse Mårtenson · 
1965: Viktor Klimenko · 
1966: Ann-Christine Nyström · 
1967: Fredi · 
1968: Kristina Hautala · 
1969: Jarkko & Laura · 
1971: Markku Aro & Koivistolaiset · 
1972: Päivi Paunu & Kim Floor · 
1973: Marion Rung · 
1974: Carita · 
1975: Pihasoittajat · 
1976: Fredi & The Friends · 
1977: Monica Aspelund · 
1978: Seija Simola · 
1979: Katri Helena · 
1980: Vesa-Matti Loiri · 
1981: Riki Sorsa · 
1982: Kojo · 
1983: Ami Aspelund · 
1984: Kirka · 
1985: Sonja Lumme · 
1986: Kari Kuivalainen · 
1987: Vicky Rosti & Boulevard · 
1988: Boulevard · 
1989: Anneli Saaristo · 
1990: Beat · 
1991: Kaija · 
1992: Pave · 
1993: Katri Helena · 
1994: CatCat · 
1996: Jasmine · 
1998: Edea · 
2000: Nina Åström · 
2002: Laura · 
2004: Jari Sillanpää · 
2005: Geir Rönning · 
2006: Lordi · 
2007: Hanna Pakarinen · 
2008: Teräsbetoni · 
2009: Waldo's People · 
2010: Kuunkuiskaajat · 
2011: Paradise Oskar · 
2012: Pernilla Karlsson · 
2013: Krista Siegfrids · 
2014: Softengine · 
2015: Pertti Kurikan Nimipäivät · 
2016: Sandhja · 
2017: Norma John · 
2018: Saara Aalto · 
2019: Darude feat. Sebastian Rejman · 
2021: Blind Channel · 
2022: The Rasmus · 
2023: Käärijä · 
2024: Windows95Man ·
2025: Erika Vikman